# Clifford Bayer
Clifford Bayer (New York, 24 giugno 1977) è uno schermidore statunitense, specializzato nel fioretto.

## Palmarès
In carriera ha conseguito i seguenti risultati:
- Giochi Panamericani:

Winnipeg 1999: argento nel fioretto a squadre.